# ゴードン・ダグラス
ゴードン・ダグラス（Gordon Douglas, 本名：Gordon Douglas Brickner、1907年12月15日 - 1993年9月29日）は、アメリカ合衆国の映画監督。
ニューヨーク出身。1930年代半ばから監督として活動を始め、当初は主に短編映画を多く撮る。戦後は主に西部劇映画や、エルヴィス・プレスリー、フランク・シナトラ主演作品を多く撮った。
1993年9月29日、癌のため死去、85歳。

## 主な監督作品
- スパンキー将軍 General Spanky (1936) ※フレッド・C・ニューメイヤーと共同監督
- サン・クエンティン San Quentin (1946)
- アメリカン・ドリーミング If You Knew Susie (1948)
- 拳銃無情 Between Midnight and Dawn (1950)
- 明日に別れの接吻を Kiss Tomorrow Goodbye (1950)
- ミズーリ襲撃 The Great Missouri Raid (1951)
- 勇者のみ Only the Valiant (1951)
- 六年目の誘惑 Come Fill the Cup (1951)
- 血ぬられし欲情 The Iron Mistress (1952)
- フェザー河の襲撃 The Charge at Feather River (1953)
- 放射能X Them! (1954)
- ヤング・アット・ハート Young at Heart (1954)
- マッコーネル物語 The McConnell Story (1955)
- サンチャゴ Santiago (1956)
- B52爆撃隊 Bombers B-52 (1957)
- 大荒原 The Big Land (1957)
- 死の砦 Fort Dobbs (1958)
- 荒野の悪魔 The Fiend Who Walked the West (1958)
- 潜望鏡を上げろ Up Periscope (1959)
- イエローストン砦 Yellowstone Kelly (1959)
- セブンセントの決闘 Gold of the Seven Saints (1961)
- 夢の渚 Follow That Dream (1962)
- 腰抜けアフリカ博士 Call Me Bwana (1963)
- 七人の愚連隊 Robin and the 7 Hoods (1964)
- リオ・コンチョス Rio Conchos (1964)
- シルビア Sylvia (1965)
- ハーロー Harlow (1965)
- 駅馬車 Stagecoach (1965)
- 月世界宙がえり Way...Way Out (1966)
- 電撃フリント・アタック作戦 In Like Flint (1967)
- 砦のガンベルト Chuka (1967)
- トニー・ローム/殺しの追跡 Tony Rome (1967)
- 刑事 The Detective (1968)
- セメントの女 Lady in Cement (1968)
- 類人猿捜索隊 Skullduggery (1970)
- 続・夜の大捜査線 They Call Me Mister Tibbs! (1970)
- 鷲と鷹 Barquero (1970)
- 西部無法伝 Skin Game (1971)
- マシンガン用心棒 Slaughter's Big Rip-Off (1973)
- ネバダ・スミス Nevada Smith (1974) テレビ映画
- ビバ・ニーベル "Viva Knievel! Seconds To Love" (1977)